# Encefalite límbica
A encefalite límbica é uma causa autoimune de encefalite. Para além dos sintomas habituais da encefalite, como alterações da consciência, febre e défices neurológicos focais, a encefalite límbica pode apresentar manifestações neuropsiquiátricas e convulsões. O diagnóstico formal envolve uma fase de investigação difícil e prolongada. 
A encefalite límbica (EL) é um subtipo autoimune de encefalite. O termo EL foi utilizado pela primeira vez em 1968 por Corsellis e colegas, embora a literatura reconheça atualmente que a lesão inflamatória não se limita à região límbica, podendo progredir para outras áreas do cérebro.
Desde que a encefalite límbica (EL) foi descrita pela primeira vez, a doença tem-se revelado um dilema diagnóstico permanente. De facto, uma investigação prolongada da EL é aparentemente a norma atual, com uma série de casos de 20 doentes a referir que o tempo médio desde o início dos sintomas até ao diagnóstico formal foi de quatro semanas, com um intervalo de duas a 104 semanas.
Parte dessa dificuldade diagnóstica se deve à heterogeneidade dos sintomas da encefalite límbica e ao desafio de diferenciá-la de outras condições. Um estudo retrospetivo de 2019 de 50 doentes diagnosticados com encefalite autoimune revelou que dois em cada três doentes eram originalmente suspeitos de ter uma doença diferente, como uma doença psiquiátrica primária, uma doença neurodegenerativa ou epilepsia. Num em cada três doentes em que a encefalite era um diferencial importante, pensava-se que a maioria dos doentes tinha o subtipo infecioso em vez do subtipo autoimune. De facto, a delineação dos dois subtipos pode ser difícil, uma vez que a febre não distingue de forma fiável entre os dois.
É importante salientar que o diagnóstico precoce melhora os resultados. Dois estudos observacionais realizados em 2010 e 2016 mostraram que a identificação imediata da EL está associada a uma redução da frequência das crises epilépticas, a uma melhor recuperação cognitiva e, provavelmente, também conduz a melhores taxas de sobrevivência. Tanto quanto sabemos, não foi efectuada uma análise qualitativa formal sobre a deteção precoce de EL e as taxas de sobrevivência. No entanto, na maior série publicada de 50 doentes, foi determinado que a EL precedeu o diagnóstico de cancro em 60% dos casos, em média três meses e meio. Este facto é significativo do ponto de vista terapêutico, uma vez que um diagnóstico precoce de EL desencadearia o rastreio de malignidade e o tratamento do cancro, o que provavelmente produziria um prognóstico superior em comparação com a deteção tardia.

## Fisiopatologia da Encefalite Límbica

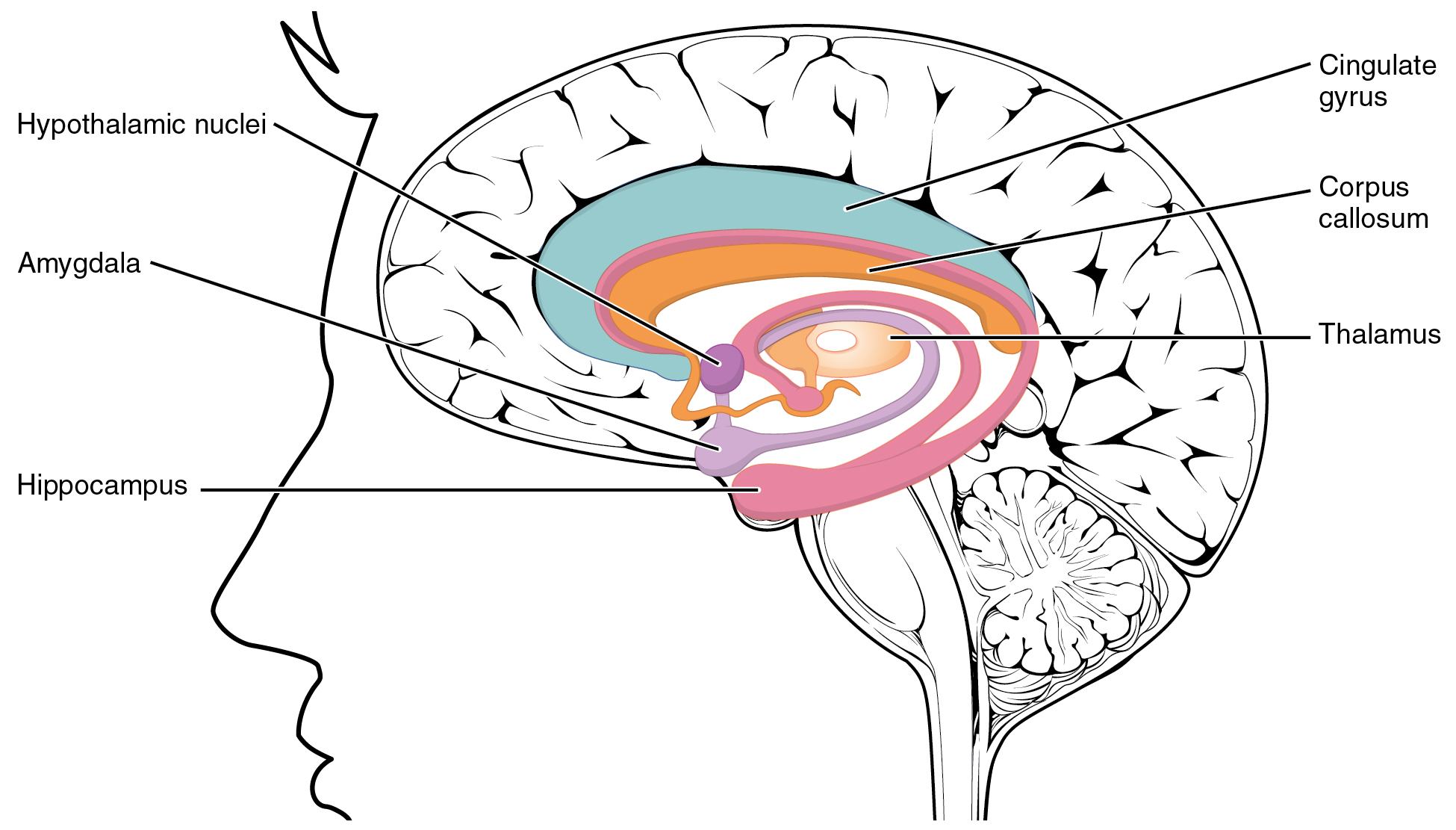
Fig. 1. O sistema Limbico

Pensa-se que a fisiopatologia da EL é mediada por um antigénio que estimula uma resposta imunitária do hospedeiro mediada por anticorpos que, inadvertidamente, visa os autoantigénios na área límbica. A inflamação da LE envolve o sistema límbico, demonstrado na Figura 1., que inclui o córtex cingulado, o córtex frontobasal, o hipocampo e o lobo temporal medial.
A lesão de estruturas límbicas distintas pode causar manifestações neuropsiquiátricas específicas, como psicose, perturbações do ritmo circadiano, lapsos de memória, alterações de humor, défice cognitivo e convulsões. Especificamente, a lesão do hipotálamo pode elevar ou suprimir o apetite e a libido, a lesão da amígdala pode aumentar a agressividade e a emoção, e a destruição do hipocampo pode resultar em défices de memória e de concentração.
Embora muitos casos de EL estejam ligados a uma neoplasia, também ocorrem casos sem cancro. Assim, a EL não é uma doença distinta, mas sim um termo genérico que descreve uma resposta autoimune que afecta a área límbica. A epidemiologia da encefalite límbica associada a tumores é semelhante à da doença maligna causadora. Por outro lado, o perfil típico do doente de EL não associada a tumores é uma mulher jovem.
Uma vez que a maioria dos casos de encefalite autoimune apresenta um rácio elevado de anticorpos entre o soro e o líquido cefalorraquidiano (LCR), pensa-se que os autoanticorpos são de origem periférica e que, subsequentemente, penetram na barreira hematoencefálica (BHE). Em termos de patogénese, os anticorpos EL têm como alvo: receptores e antigénios da superfície celular, como os canais de potássio dependentes da voltagem e os receptores N-metil-D-aspartato (NDMAR); proteínas LGI1 e CASPR2 (contactin-associated protein-like 2); proteínas intracelulares, como Hu, Ma2, CV2, anfifisina e Ri; e enzimas envolvidas no metabolismo dos neurotransmissores.
Os efeitos patológicos locais após a interação anticorpo-antigénio incluem o bloqueio direto dos canais e receptores da superfície celular e a internalização dos receptores da superfície celular. Os autoanticorpos também podem ativar as células assassinas naturais ou o sistema do complemento, promovendo assim a citotoxicidade mediada pelo complemento ou mediada pelas células e a subsequente morte neuronal.
A subcategorização da encefalite límbica baseia-se no auto-anticorpo específico envolvido. Os anticorpos específicos para antigénios intracelulares são referidos como anticorpos "onconeurais" devido à sua forte associação com malignidade. Anteriormente, a EL foi descrita como uma síndrome paraneoplásica que envolve anticorpos que visam antigénios intracelulares. No entanto, a literatura recente sobre EL mostra que os anticorpos que visam antigénios extracelulares têm menos probabilidade de estar associados a tumores. Alguns exemplos dos autoanticorpos observados e do seu tipo/frequência de tumor associado estão representados na Tabela 1.

### Anticorpos da encefalite límbica, sua frequência e cancros associados
(Tabela adaptada de Budhram et al., 2019)
| Anticorpos                                                                              | Frequência tumor (%)                                                                    | Cancro associado                                                                        |
| Anticorpos para antigénio extracelular (antigénios de superfície celular ou sinápticos) | Anticorpos para antigénio extracelular (antigénios de superfície celular ou sinápticos) | Anticorpos para antigénio extracelular (antigénios de superfície celular ou sinápticos) |
| --------------------------------------------------------------------------------------- | --------------------------------------------------------------------------------------- | --------------------------------------------------------------------------------------- |
| LGI1                                                                                    | 10                                                                                      | Não específico (timomas, mama e outros)                                                 |
| CASPR2                                                                                  | 20                                                                                      | Timoma                                                                                  |
| NMDA-R                                                                                  | 40                                                                                      | Teratoma do ovário                                                                      |
| GABA-Br                                                                                 | 50                                                                                      | CPPC                                                                                    |
| mGluR5                                                                                  | 50                                                                                      | Linfoma de Hodgkin                                                                      |
| AMPAR                                                                                   | 60                                                                                      | CPPC, timoma                                                                            |
| Anticorpos contra o antigénio intracelular                                              |                                                                                         |                                                                                         |
| GAD                                                                                     | 25                                                                                      | CPPC, timoma                                                                            |
| Hu                                                                                      | 90                                                                                      | CPPC                                                                                    |
| Ma2                                                                                     | 90                                                                                      | Tumor do testículo                                                                      |
| Anfifisina                                                                              | 90                                                                                      | CPPC, cancro da mama                                                                    |
| CRMP5                                                                                   | 90                                                                                      | CPPC, timoma                                                                            |

- LGI1 = rico em leucina, glioma inativado,
- CASPR2 = proteína tipo 2 associada à contactina,
- NMDA-R = recetor de N-metil-D-aspartato,
- GABA-Br = recetor de ácido gama-amino-butírico, tipo B,
- mGluR5 = recetor de glutamato metabotrópico 5,
- AMPAR = recetor do ácido α-amino-3-hidroxi-5-metil-4-isoxazolepropiónico,
- GAD = descarboxilase do ácido glutâmico,
- CRMP5 = proteína-5 mediadora da resposta à colapsina,
- CPPC = cancro do pulmão de células pequenas

## O diagnóstico da encefalite límbica
Na literatura, a encefalopatia é definida como uma alteração do estado mental com duração superior a 24 horas, com irritabilidade, letargia ou alterações da personalidade ou do comportamento. Embora a encefalite seja tecnicamente um termo patológico, a literatura atual cita vários parâmetros clínicos que devem ser cumpridos para justificar o seu diagnóstico. A encefalite é definida como um estado de encefalopatia com evidência de inflamação do SNC, manifestada por pelo menos dois dos seguintes factores: febre; convulsões ou achados neurológicos focais atribuíveis ao parênquima cerebral; pleocitose do LCR; achados EEG sugestivos de encefalite ou achados radiológicos sugestivos de encefalite.
A investigação da encefalite envolve, portanto, primeiro a comprovação de um estado geral de encefalopatia, depois o diagnóstico de encefalite e, finalmente, o diagnóstico do seu subtipo.
As várias causas de encefalopatia podem ser diferenciadas com base na história, no exame físico e nas investigações. Os componentes importantes da história clínica incluem a intensidade do início dos sintomas, a progressão dos sintomas e a duração dos sintomas.
É importante diagnosticar corretamente a causa subjacente da encefalopatia, uma vez que muitas etiologias são reversíveis se forem corrigidas. A avaliação clínica inicial do doente deve incluir uma história natural exaustiva para determinar a verdadeira duração e evolução da doença. Os achados da história clínica relativos a uma etiologia específica devem ser aprofundados. O contexto em que a encefalopatia se apresentou é muito importante para orientar a avaliação clínica - devem ser averiguados possíveis antecedentes, como doenças malignas ou hepáticas activas ou um estado de imunocomprometimento. O exame físico deve determinar quaisquer défices neurológicos focais ou atividade convulsiva. Embora um eletroencefalograma (EEG) possa ser pedido para encontrar evidências de disfunção cerebral difusa, o diagnóstico de encefalopatia é feito, em última análise, com base em dados clínicos.
Os diagnósticos diferenciais da encefalopatia encontram-se resumidos na Tabela 2., categorizados com base no ritmo de início e evolução dos sintomas.
| Quadro 2 - Critérios de diagnóstico para encefalite autoimune definitiva | Quadro 2 - Critérios de diagnóstico para encefalite autoimune definitiva          |
| --- | --------------------------------------------------------------------------------- |
| (Tabela adaptada de Graus et al., 2016) |                                                                                   |
| Todas as seguintes | Pelo menos uma das seguintes                                                      |
| Início subagudo (progressão rápida inferior a três meses) de défices de memória de trabalho, convulsões ou sintomas psiquiátricos que sugiram o envolvimento do sistema límbico | Pleocitose do LCR (contagem de glóbulos brancos superior a cinco células por mm3) |
| Anomalias cerebrais bilaterais na ressonância magnética com recuperação de inversão atenuada de fluidos ponderada em T2 altamente restritas aos lobos temporais mediais         | EEG com atividade epilética ou de ondas lentas envolvendo os lobos temporais      |
| Exclusão razoável de causas alternativas | EEG com atividade epilética ou de ondas lentas envolvendo os lobos temporais      |

- LCR = líquido cefalorraquidiano,
- RMN = ressonância magnética,
- EEG = eletroencefalograma

#### Subtipos de encefalite
Como se pode ver nas Tabelas 3--4, existem múltiplas causas, subtipos e mimetizadores de encefalite. É importante salientar que, se a encefalite estiver a ser considerada como um diagnóstico, é necessário excluir primeiro os subtipos com risco de vida imediato, como o HSV 1, através de uma punção lombar, que é frequentemente adiada na prática clínica. Depois de excluir a encefalite viral, o subtipo autoimune pode ser considerado. Em última análise, após um exame completo, até 62% dos doentes diagnosticados com encefalite podem não revelar uma causa subjacente (Tabela 4).
| Quadro 3 - Várias causas de encefalopatia por evolução temporal | Quadro 3 - Várias causas de encefalopatia por evolução temporal | Quadro 3 - Várias causas de encefalopatia por evolução temporal                 | Quadro 3 - Várias causas de encefalopatia por evolução temporal |
| --------------------------------------------------------------- | --------------------------------------------------------------- | ------------------------------------------------------------------------------- | --------------------------------------------------------------- |
| (Tabela adaptada de Erkkinen & Berkowitz, 2019)                 |                                                                 |                                                                                 |                                                                 |
|                                                                 | Infecciosa                                                      | Neurológica                                                                     | Outra                                                           |
| Hiperaguda                                                      |                                                                 | Vascular (HIC), Convulsões, Enxaqueca, Traumatismo                              | Metabólico/tóxico, Encefalopatia hipertensiva                   |
| aguda                                                           | Meningite, Encefalite, Infeção sistémica                        | Vascular (SDH), Inflamação (Desmielinização)                                    | Metabólica/tóxica                                               |
| Subaguda                                                        | micóticas, parasitárias, TB, complicacoes VIH                   | Vascular (SDH), Complicações Neoplásica (tumores cerebrais), Encefalite límbica | Metabólica/tóxica                                               |
| Crónica                                                         | Sífilis, complicações do VIH                                    | Vascular (SDH), Degenerativa, NPH                                               | Metabólica/tóxica                                               |

- TB = tuberculose,
- VIH = vírus da imunodeficiência humana,
- NPH = hidrocefalia de pressão normal,
- HIC = hemorragia intracraniana,
- HDS = hematoma subdural

| Quadro 4 -Subtipos e mimetizadores mais comuns de encefalite | Quadro 4 -Subtipos e mimetizadores mais comuns de encefalite                                                 |
| ------------------------------------------------------------ | --- |
| (Quadro adaptado de Ellul, 2018)                             | |
| Categoria                                                    | Causa |
| Etiologias orgânicas                                         | |
| Viral                                                        | HSV 1, HSV 2, vírus Varicela zoster, enterovírus, adenovírus, vírus do sarampo, parecovírus, VIH             |
| Autoimune                                                    | Encefalite límbica paraneoplásica Encefalite límbica não paraneoplásica                                      |
| Mimetizadores de encefalite                                  | |
| Infecciosa                                                   | Sépsis, meningite bacteriana, tuberculose, infecções oportunistas (criptococo, citomegalovírus, toxoplasma)  |
| Inflamatórias                                                | Vasculites, lúpus eritematoso sistémico com envolvimento do SNC, neurosarcoidose, doença de Behçet           |
| Metabólicas                                                  | Encefalopatia hepática, toxinas (drogas, álcool), estados hipoglicémicos e hiponatrémicos                    |
| Neoplásico                                                   | Tumores cerebrais primários (especialmente gliomas de baixo grau que imitam a inflamação do SNC), metástases |
| Outros                                                       | Status epilepticus de outras etiologias, afasia e amnésia                                                    |

## Características dos subtipos específicos de encefalite límbica autoimune

### Características gerais da encefalite
As possíveis manifestações da encefalite, independentemente da etiologia, incluem febre, cefaleias, convulsões, letargia, irritabilidade, alteração da personalidade, rigidez nucal, neurologia focal, coma, sintomas gastrointestinais, sintomas respiratórios, erupção cutânea, fotofobia e sintomas urinários. A presença ou ausência de qualquer sintoma ou sinal, isoladamente ou em combinação, não pode separar definitivamente um subtipo de encefalite de outro. No entanto, certos sinais ou sintomas estão mais fortemente associados a um tipo de encefalite do que a outros. A atividade convulsiva, especialmente no doente afebril, deve levar à consideração de encefalite límbica, uma vez que esta está frequentemente presente nos subtipos de receptores NMDA e de canais de potássio dependentes da voltagem.

### Curso Clínico das Encefalites Associadas a Anticorpos Contra os Receptores de Glutamato
O glutamato é o principal neurotransmissor excitatório e interage com os receptores de glutamato (GluRs). A desregulação da modulação dos receptores de glutamato tem sido associada a várias doenças neurodegenerativas e psiquiátricas, como a doença de Parkinson e a esquizofrenia. Os receptores de glutamato podem ser classificados como ionotrópicos (iGluRs) ou metabotrópicos (mGluRs). Os iGluRs funcionam através de canais iónicos com ligação ao glutamato, enquanto os mGluRs são receptores acoplados à proteína G. Tanto o recetor NMDA como o recetor AMPA são iGluRs. Os anticorpos contra os dois receptores podem levar a encefalite anti-recetor NMDA e encefalite anti- recetor AMPA, respetivamente. Por outro lado, os anticorpos contra os mGluRs podem causar encefalite por receptores de glutamato anti-metabotrópicos.

### Curso Clínico da Encefalite do Recetor Anti-NMDA
A encefalite por receptores anti-NMDA foi descrita pela primeira vez em 2005 numa série de casos de quatro mulheres jovens com sintomas psiquiátricos e teratomas ovarianos. Desde então, esta doença tem sido extensivamente investigada através de séries de casos que incluem centenas de doentes e é atualmente o subtipo mais bem definido de encefalite autoimune. Apresenta-se frequentemente com sintomas prodrómicos, como febre, cefaleias e mal-estar, a que se seguem manifestações neuropsiquiátricas distintas. A encefalite por herpes é reconhecida como um potencial fator desencadeante, mas outros factores precipitantes continuam por esclarecer. Os teratomas do ovário são identificados em cerca de 40% dos casos, o que torna importante o rastreio com RM, TC e ecografia pélvica/transvaginal. Os sintomas neuropsiquiátricos começam tipicamente como agitação e confusão e podem progredir para psicose, convulsões e instabilidade autonómica que podem exigir tratamento ao nível da UCI. A literatura recente revelou que o tratamento precoce, incluindo a remoção do tumor, se aplicável, pode levar a que 80% dos doentes regressem a um estado funcional pré-mórbido, com apenas cerca de 10% dos doentes a sofrerem uma recaída nos dois anos seguintes ao tratamento.

### Curso Clínico da Encefalite por Receptores de Glutamato Anti-metabotrópicos (mGluRs)
Anticorpos contra o recetor metabotrópico de glutamato 5 (mGluR5) foram relatados pela primeira vez por Lancaster et al. em 2011, no contexto de dois pacientes jovens diagnosticados com síndrome de Ophelia, que é caracterizada por linfoma de Hodgkin e encefalite límbica com psicose e sintomas de memória. Um estudo de 2018, realizado em 11 doentes com encefalite anti-mGluR5, mostrou que existe um tumor associado em cerca de 50% das vezes, sendo os sintomas neuropsiquiátricos anteriores ao diagnóstico de neoplasia em dois a 11 meses. O mesmo estudo mostrou que 91% dos doentes apresentavam um défice psiquiátrico e/ou cognitivo, 64% tinham perturbações do sono, 55% tinham convulsões, com dois doentes a evoluírem para status epilepticus, e 45% tinham perturbações do movimento como clonus ou discinesias. Outro estudo mostrou que 37% dos doentes tinham uma RMN cerebral inicial anormal, sendo que a atrofia cerebelar acabou por ser detectada em 83% dos doentes. Esse mesmo estudo mostrou que 92% dos doentes acabaram por estabilizar clinicamente ou tiveram uma melhoria significativa, e 8% morreram. Em geral, a encefalite anti-mGLURi1 causa uma síndroma neuropsiquiátrica e cerebelar que pode resultar em atrofia cerebelar ao longo do tempo, embora tenha potencial para melhorar com o tratamento.

### Curso Clínico da Encefalite Anti-AMPAR
A encefalite decorrente dos receptores do ácido 3-hidroxi-5-metil-4isoxazolepropiónico (AMPAR) é extremamente rara e o espetro completo dos sintomas clínicos ainda não está totalmente elucidado. A doença foi reconhecida pela primeira vez por Lai et al., em 2009. Desde então, tanto quanto sabemos, não foi efectuada qualquer análise prospetiva controlada relativa à demografia, aos sintomas ou à terapêutica ideal. Uma revisão sistemática de 2020 de 55 doentes concluiu que o cancro do pulmão e os timomas eram os tumores malignos associados mais comuns e que 62% do total de casos estavam associados a uma neoplasia. Além disso, os sintomas mais comuns foram confusão (49%), amnésia (52%), convulsões (29%) e manifestações psiquiátricas (47%).

### Evolução clínica da encefalite por receptores anti-VGKC
Os anticorpos envolvidos na encefalite do complexo de canais de potássio bloqueados por voltagem (encefalite anti-VGKC) não são específicos da doença. Em vez disso, reconhece-se que estão presentes em várias outras doenças, como a neuromiotonia e a síndrome de Morvan. Num estudo de 114 doentes positivos para anticorpos VGKC, menos de 10% foram diagnosticados com encefalite límbica, sendo os restantes portadores de uma combinação de doenças não autoimunes e autoimunes, com níveis de títulos mais elevados associados a estas últimas. Atualmente, reconhece-se que os anticorpos anti-VGKC não são necessariamente específicos do próprio canal de potássio. Outro estudo de 96 doentes com anticorpos VGKC mostrou que 57% tinham anticorpos para a proteína leucina rica em glioma inactivada 1 (LGI1), 20% tinham anticorpos para a proteína associada à contactina 2 (CASPR 2) e 3% eram específicos do próprio canal. O LGI1 é mais específico para a El, enquanto o CASPR2 é mais específico para a neuromiotonia.
Os sinais e sintomas da encefalite por receptores anti-VGKC tendem a corresponder ao antigénio visado. Os doentes com anticorpos LGI-1 têm quase sempre confusão e amnésia (100%) e convulsões (92%), sendo a hiponatremia (59%) e as perturbações do movimento e do sono outras manifestações comuns. Um estudo de 29 doentes com anticorpos LGI-1 descobriu uma atividade convulsiva caraterística, descrita como breve, distónica, que afectava o braço e a face ipsilateral - um fenómeno que designaram por crises distónicas faciobraquiais (FBDS). Verificaram que 77% dos doentes apresentavam esta convulsão caraterística antes do início da confusão e amnésia que caracterizam a encefalite por receptores anti-VGKC. Esta atividade convulsiva foi investigada mais aprofundadamente, com um estudo de 2018 de doentes com convulsões FBDS a mostrar que as convulsões terminaram apenas com medicamentos antiepilépticos em 10% dos doentes, mas 51% dos doentes tratados com imunoterapia precoce recuperaram nos 30 dias seguintes ao início. Consequentemente, o reconhecimento precoce destas crises é útil tanto do ponto de vista diagnóstico como terapêutico.

### Curso Clínico da  encefalite relacionada com o anticorpo CASPR2
Os doentes com encefalite relacionada com o anticorpo CASPR2 têm um espetro bem definido de sintomas, que dizem respeito principalmente ao SNC ou ao sistema nervoso periférico (SNP). É de notar que a progressão dos sintomas nesta doença é mais lenta e que os homens são mais frequentemente afectados do que noutros subtipos de encefalite límbica. Um estudo de 38 doentes com anticorpos CASPR2 mostrou que os principais sintomas apresentados eram todos neurológicos, sendo os mais comuns a perturbação cognitiva (26%), as convulsões (24%), a hiperexcitabilidade dos nervos periféricos (13%) e a dor neuropática (18%).
Um estudo de coorte retrospetivo de 1992 doentes com anticorpos anti-VGKC demonstrou que as manifestações cerebrocorticais, tais como perturbações cognitivas e convulsões, foram encontradas em 76% dos doentes que tinham apenas anticorpos LGII, em comparação com 29% que tinham apenas anticorpos CASPR 2. Por outro lado, a hiperexcitabilidade motora periférica foi uma caraterística de 21% dos pacientes que tinham apenas anticorpos CASPR 2 contra 6,5% dos pacientes que eram positivos apenas para LGI1.

### Curso Clínico da Encefalite por Recetor Anti-GABA-B
Os anticorpos que visam o recetor GABA-B e causam encefalite foram relatados pela primeira vez por Lancaster et al. em 2010. A encefalite por anticorpos anti-recetor do ácido gama-amino-butírico (GABA-BR) envolve tipicamente alterações comportamentais e convulsões refractárias. Cerca de 50% dos casos estão associados a uma neoplasia, dos quais 90% são cancro do pulmão de pequenas células (CPPC). Um estudo de 32 doentes com anticorpos GABA-BR mostrou que os sintomas mais proeminentes são anomalias comportamentais (97%), convulsões (90%), estado epilético refratário (42%) e demência rapidamente progressiva (12%). Outro estudo de 14 casos de encefalite anti-GABA-BR mostrou que o perfil típico dos doentes era o de homens de meia-idade ou idosos, sendo o início dos sintomas tipicamente súbito, por vezes precedido de sintomas gripais não específicos. Lin et al. realizaram um estudo prospetivo de cinco anos em que 28 doentes com encefalite anti-GABA-B foram acompanhados do ponto de vista da mortalidade. Verificaram que 32% dos doentes tinham morrido, com um tempo de sobrevivência médio de 6,5 meses, sendo o principal fator contributivo a progressão do tumor.

### Curso Clínico da Encefalite Anti-GAD
A descarboxilase do ácido glutâmico (GAD) é uma proteína intracelular que converte o glutamato em ácido gama-aminobutírico (GABA). Existem duas isoformas distintas de anticorpos GAD - GAD65 e GAD67. Os anticorpos GAD são mais frequentemente encontrados nos neurónios GABAérgicos e nas células das ilhotas pancreáticas, com as síndromes neurológicas associadas, tais como a síndrome de pessoa rígida, a encefalite límbica e a ataxia cerebelar, que se pensa serem secundárias à perda da neurotransmissão inibitória do GABA. Uma revisão recente de 58 doentes com encefalite associada ao anti-GAD mostrou que as manifestações mais comuns eram convulsões (97%), perturbações da memória (59%), perturbações cognitivas (40%), sintomas psiquiátricos, principalmente relacionados com depressão ou alterações da personalidade (28%) e estado epilético (24%).

### Curso Clínico da Encefalite Anti-Hu
Hu é uma proteína de ligação ao RNA localizada nos núcleos dos neurónios e desempenha um papel importante no desenvolvimento neural. Foi descrita pela primeira vez por Graus et al. em 1985, no contexto de SCLC em dois doentes. A encefalite anti-Hu está associada a uma neoplasia subjacente em mais de 90% dos casos, sendo a neoplasia maligna mais comum o CPPC. As características clínicas da síndrome paraneoplásica da encefalite anti-Hu são altamente heterogéneas. Um estudo de 72 doentes relatou que os sintomas mais comuns estavam ligados ao sistema sensorial (54%), sistema motor (45%), tronco cerebral (31%), sistema autonómico (28%), sintomas cerebelares (25%) e sistemas límbicos (22%). Dois outros estudos verificaram que os sintomas neurológicos envolviam mais do que um sistema em 70%-78% dos doentes.

### Curso clínico da encefalite anti-Ma2
A encefalite anti-Ma2 é caracterizada pelo envolvimento do sistema límbico, do hipotálamo e do tronco cerebral. As características clínicas da encefalite anti-Ma2 correspondem a défices destas regiões, com os doentes a apresentarem sonolência diurna, narcolepsia, cataplexia e hiperfagia. Este subtipo está também associado a paralisia supranuclear do olhar, hipocinesia e distonia que podem interferir com a fala e a alimentação. Esta constelação de sintomas é frequentemente confundida com a doença de Whipple com envolvimento cerebral, tendo um estudo revelado que 16% dos doentes tinham sido submetidos a uma biópsia duodenal antes de serem tratados por uma síndrome paraneoplásica.

### Curso Clínico da Encefalite Anti-CRMP5 (Anti-CV2)
Os anticorpos que têm como alvo a proteína-5 mediadora da resposta à colapsina (CRMP5) afectam notavelmente o cerebelo e os sistemas sensório-motores, manifestando-se clinicamente de forma caraterística como ataxia cerebelosa, uveíte, neurite ótica, com potencial para progredir para encefalomielite (Tabela5).
| Quadro 5- Exemplos de achados clínicos característicos nos subtipos de LE | Quadro 5- Exemplos de achados clínicos característicos nos subtipos de LE |
| ------------------------------------------------------------------------- | ------------------------------------------------------------------------- |
| (Tabela adaptada de Lancaster, 2016)                                      |                                                                           |
| Achado clínico                                                            | Subtipo de anticorpo associado                                            |
| Sintomas psicóticos                                                       | NMDA-R, AMPAR, GABA-BR                                                    |
| Perturbações do movimento                                                 | NMDA-R                                                                    |
| Status epilepticus                                                        | GABA-BR (mais características) NMDA-R (mais comum)                        |
| Crises distónicas fasciobraquiais                                         | LGI-1 (precede o diagnóstico)                                             |
| Hiperexcitabilidade motora periférica                                     | CASPR2 (mais comum) > LGI1                                                |
| Síndrome da pessoa rígida                                                 | GAD65                                                                     |
| Neuropatias cranianas                                                     | Ma2, Hu                                                                   |
| Cerebelite                                                                | GAD65                                                                     |

- NMDA-R = recetor de N-metil-D-aspartato,
- AMPAR = recetor de ácido α-amino-3-hidroxi-5-metil-4-isoxazolepropiónico,
- GABA-Br = recetor de ácido gama-amino-butírico tipo B,
- LGI1 = rico em leucina, glioma inactivado,
- CASPR2 = proteína tipo 2 associada à contactina,
- GAD = descarboxilase do ácido glutâmico

## Questões relacionadas com a imagiologia da encefalite límbica
As anomalias imagiológicas nas sequências de RM ponderadas em T2 são um componente essencial dos actuais critérios de diagnóstico da encefalite límbica. Alguns dos desafios que apresenta incluem a diversidade dos achados imagiológicos entre os diferentes subtipos de encefalite autoimune, bem como a prevalência desses achados. 
A realização de RMN é frequentemente adiada na avaliação de doentes com apresentações neuro-psiquiátricas. A maioria dos serviços realizaria uma TAC antes da RM para excluir causas intracranianas de apresentações psiquiátricas e comportamentais. Infelizmente, existe muito pouca literatura que discuta a TC na investigação de doentes com estas apresentações. O médico deve usar o gestalt clínico para considerar a necessidade de RM.
A prevalência na literatura dos achados de RM na encefalite límbica autoimune aproxima-se dos 50% dos casos, independentemente do subtipo subjacente. Isto representa um desafio significativo, uma vez que é um componente essencial dos critérios de diagnóstico e, de facto, um requisito quando não é possível isolar os anticorpos. Além disso, subtipos específicos têm uma frequência reduzida de achados imagiológicos, como é o caso da encefalite anti-NMDAR, em que apenas 11% dos casos apresentam anomalias de neuroimagem na apresentação inicial.
Nos casos em que a RM é negativa, há provas da utilização da 18F-FDG PET/CT. Num estudo, todos os casos negativos de RM revelaram anomalias na PET/CT, particularmente nos casos de encefalite anti-NMDAR. O principal achado não foi nos lobos temporais, mas sim de hipometabolismo lobar relativamente ao cerebelo (mais frequentemente parietal seguido de occipital). Este estudo foi limitado pela pequena dimensão da sua amostra e pelo facto de a PET/CT ter sido realizada mais tarde do que a RM. No entanto, a RM tende a continuar a ser a recomendação de imagiologia preferida devido aos recursos e à acessibilidade.
As provas preliminares apoiam a utilização de imagens de perfusão, com a justificação de que o aumento da perfusão pode ser detetável antes de se poderem ver anomalias nas imagens de RM ponderadas em T2. Isso inclui técnicas de perfusão por TC e RM, no entanto, as evidências permanecem limitadas a relatos de casos.

## Tratamento
Veja-se tratamento da Encefalite Autoimune

## Conclusões
A encefalite límbica autoimune é um diagnóstico difícil por várias razões. A apresentação clínica pode imitar várias outras doenças e, por conseguinte, o diagnóstico diferencial é vasto. Para além disso, as características radiológicas estão frequentemente ausentes ou são inespecíficas nos subtipos mais comuns. O conhecimento das formas de apresentação da EL permite que esta seja considerada como uma possibilidade de diagnóstico em apresentações neuropsiquiátricas indiferenciadas, o que, por sua vez, melhora os resultados do tratamento. A investigação em curso sobre a patogénese e a aplicação de novas técnicas radiológicas ajudará a caraterizar melhor estas condições no futuro.